# Santerre

Santerre en de belangrijkste plaatsen

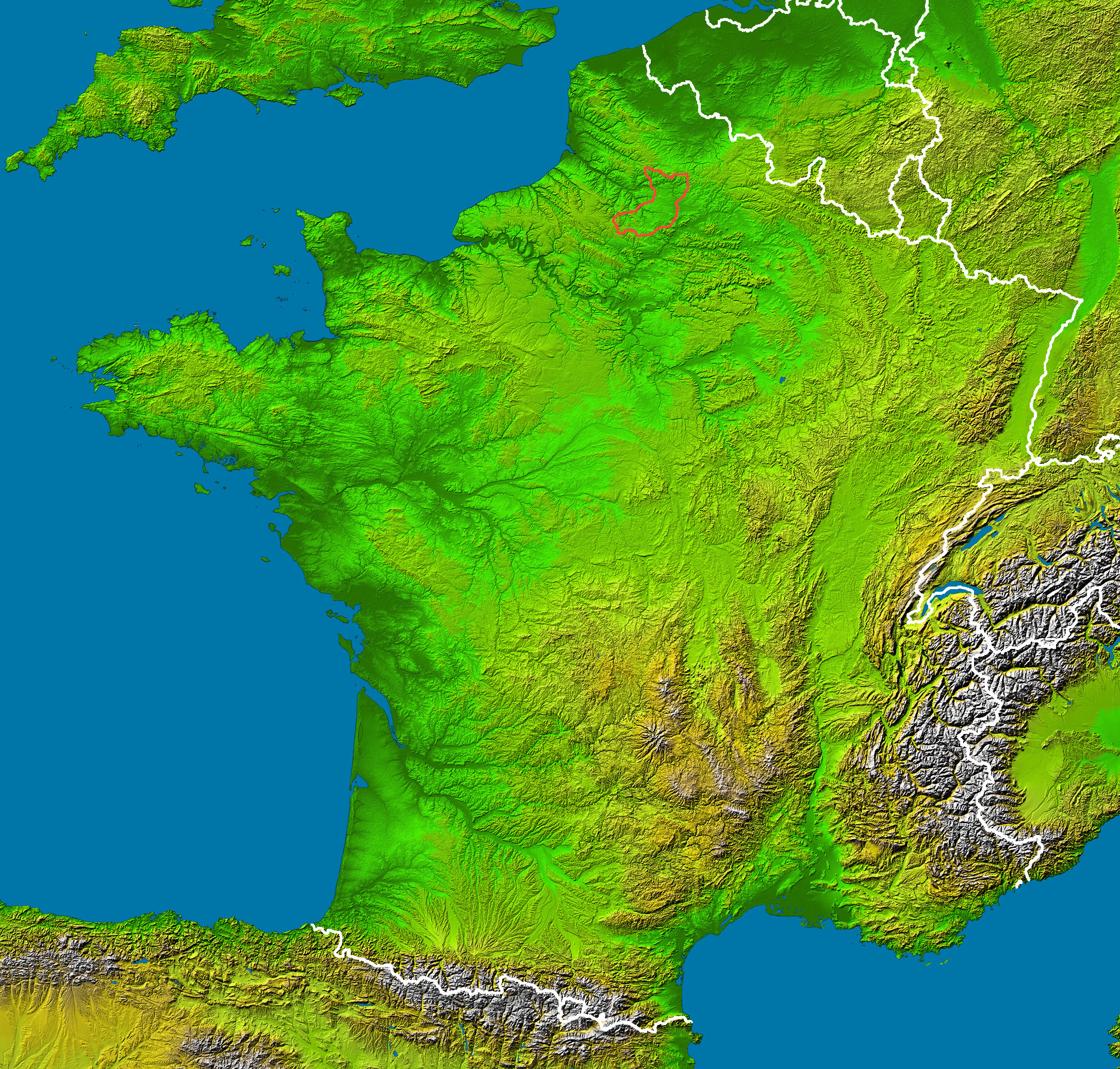
Ligging van Santerre

De Santerre is een streek in het hart van de Franse regio Picardië, tussen Amiens en Saint-Quentin. Historisch was het daar ook een provincie van. Het is een gebied van 3 000 km², 242 gemeenten en ruim 100.000 inwoners.
Ten tijde van de Romeinse kolonisering heette de streek al Sana terra (zuiver land). Het was inderdaad een ongerept land met veel moerassen. Santerre hoorde in de vijftiende eeuw met Picardië even bij de Bourgondische Nederlanden van Filips de Goede. De historische hoofdstad was Roye.

## Toponiemen
In het departement Somme liggen een aantal gemeenten, waarvan de naam nog refereert aan de oude provincie: Beaucourt-en-Santerre, Beaufort-en-Santerre, Belloy-en-Santerre, Berny-en-Santerre, Cayeux-en-Santerre, Dompierre-en-Santerre, Foucaucourt-en-Santerre, Hangest-en-Santerre, Laboissière-en-Santerre, Lamotte-en-Santerre, Mézières-en-Santerre, Rosières-en-Santerre, Rouvroy-en-Santerre.